# Apterogryllus coorani
Apterogryllus coorani är en insektsart som beskrevs av Otte, D. och R.D. Alexander 1983. Apterogryllus coorani ingår i släktet Apterogryllus och familjen syrsor. Inga underarter finns listade i Catalogue of Life.